# Eleonora de Lucena
Eleonora Allgayer Canto de Lucena (Porto Alegre, novembro de 1957) é uma jornalista brasileira. 
Graduada em Jornalismo e História pela UFRGS, trabalhou no jornal Zero Hora, em Porto Alegre. Transferiu-se para a cidade de São Paulo em 1981. Ingressou no jornal Folha de S.Paulo em 1984, tendo sido diretora-executiva do jornal (2000-2010); posteriormente, foi repórter especial e colaboradora eventual do veículo. No momento, prepara um livro sobre Carlos Lamarca. 
É casada com o jornalista Rodolfo Lucena, com quem tem duas filhas.